# کرافورد (تگزاس)
کرافورد، تگزاس (به انگلیسی: Crawford, Texas) یک سکونتگاه مسکونی در ایالات متحده آمریکا است که در شهرستان مک‌لنن، تگزاس واقع شده‌است.

## خصوصیات
کرافورد ۲٫۴ کیلومترمربع مساحت و ۷۰۵ نفر جمعیت دارد و ۲۱۰ متر بالاتر از سطح دریا واقع شده‌است.

## نگارخانه

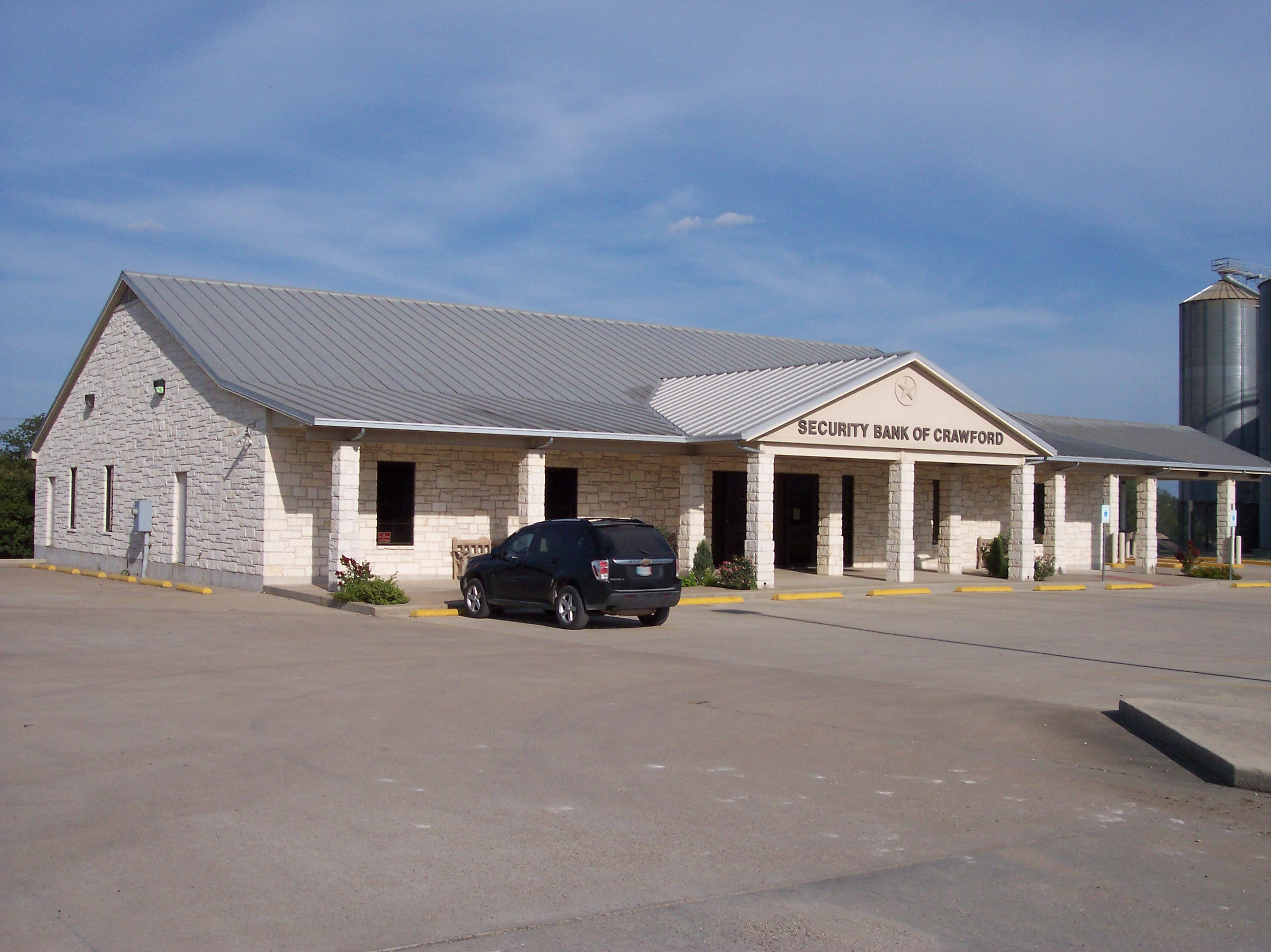
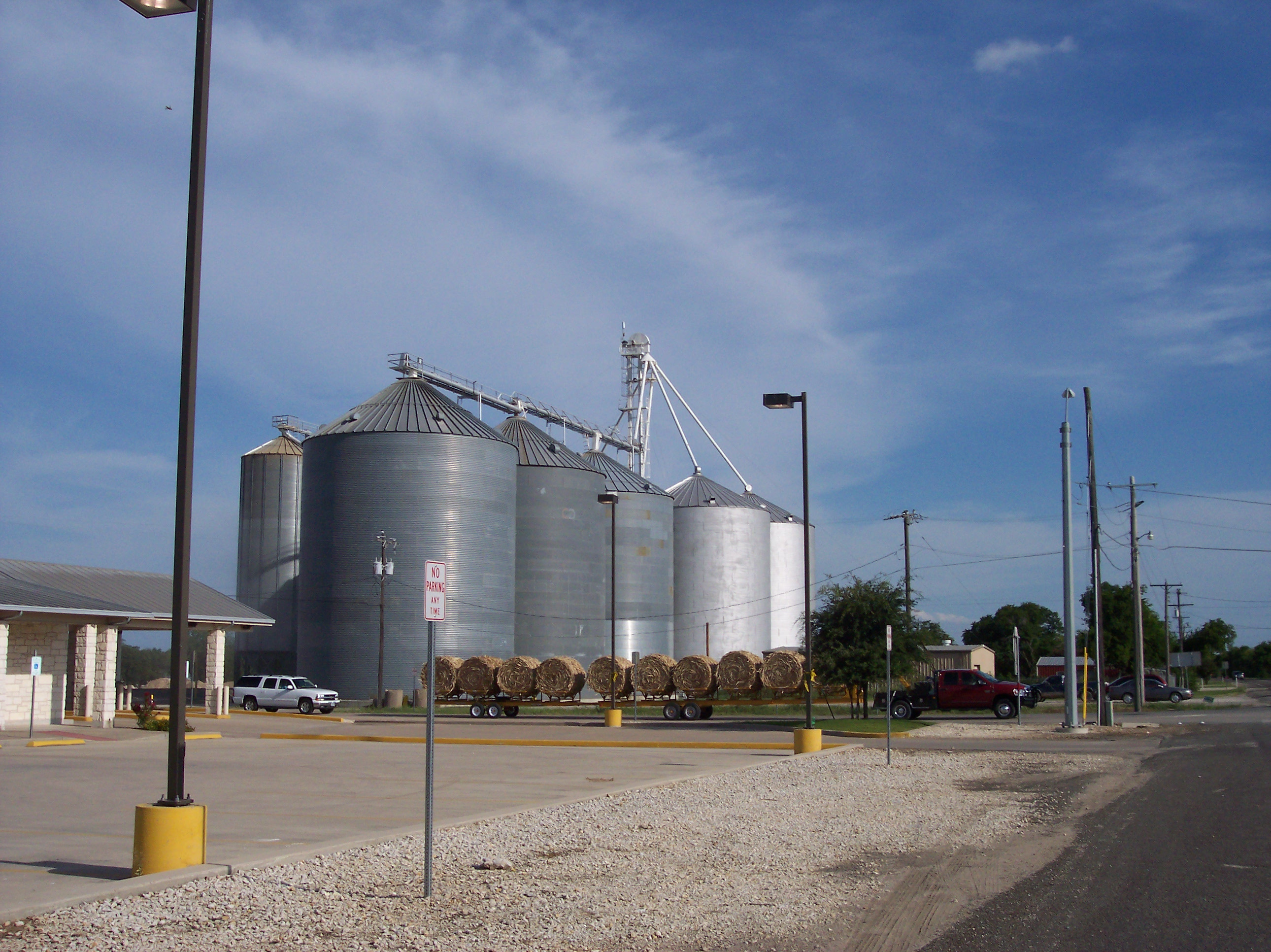
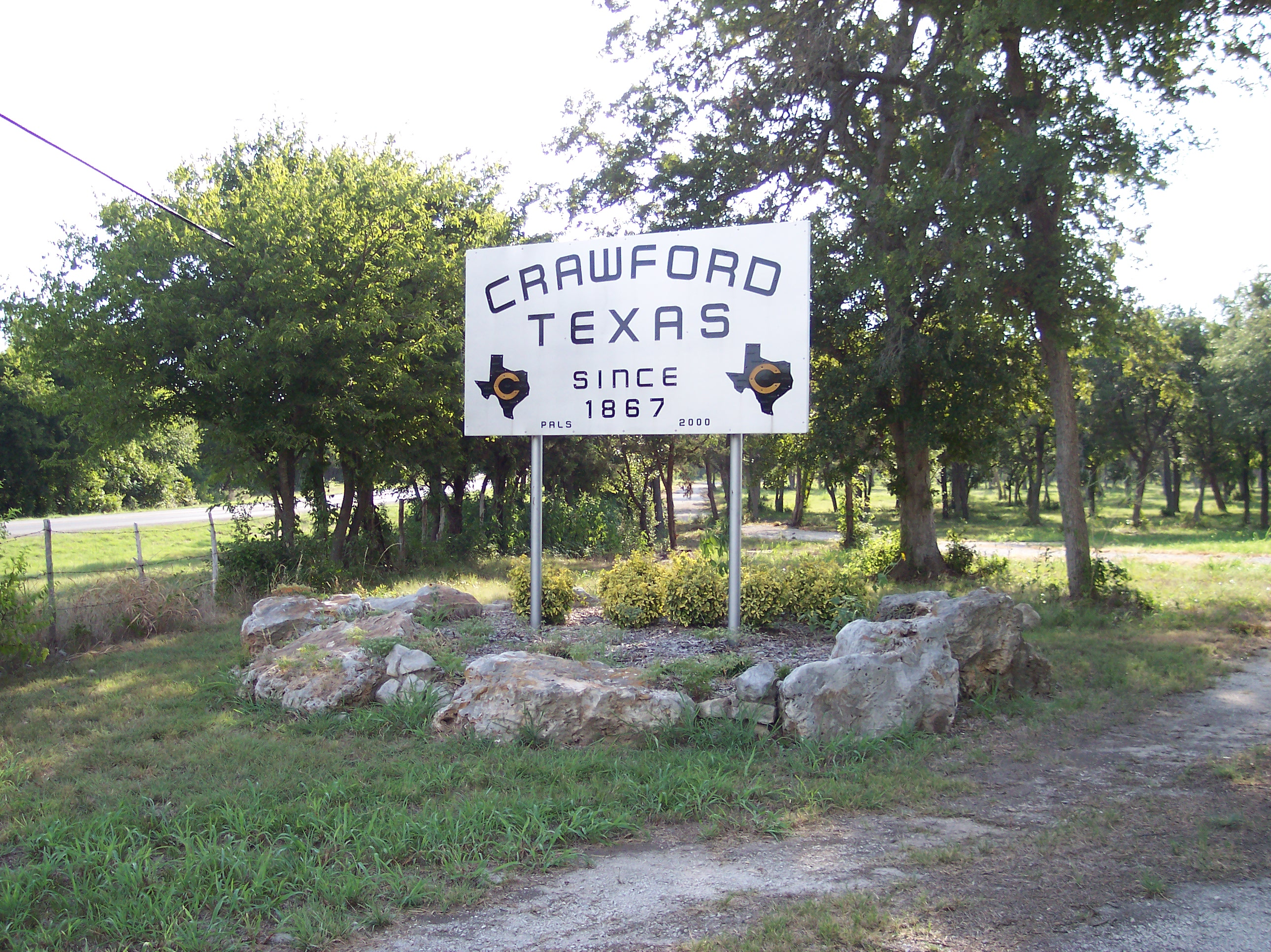
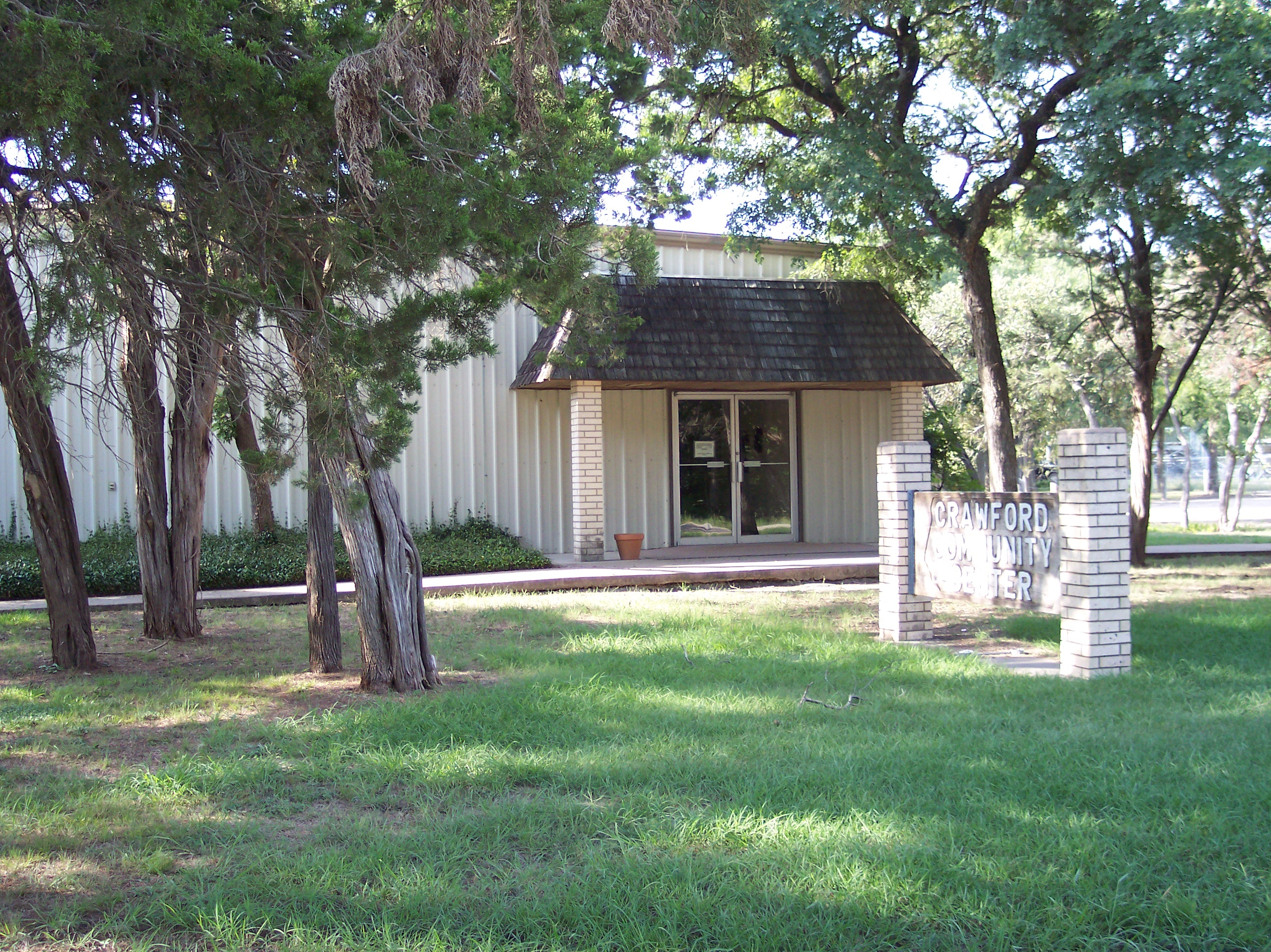
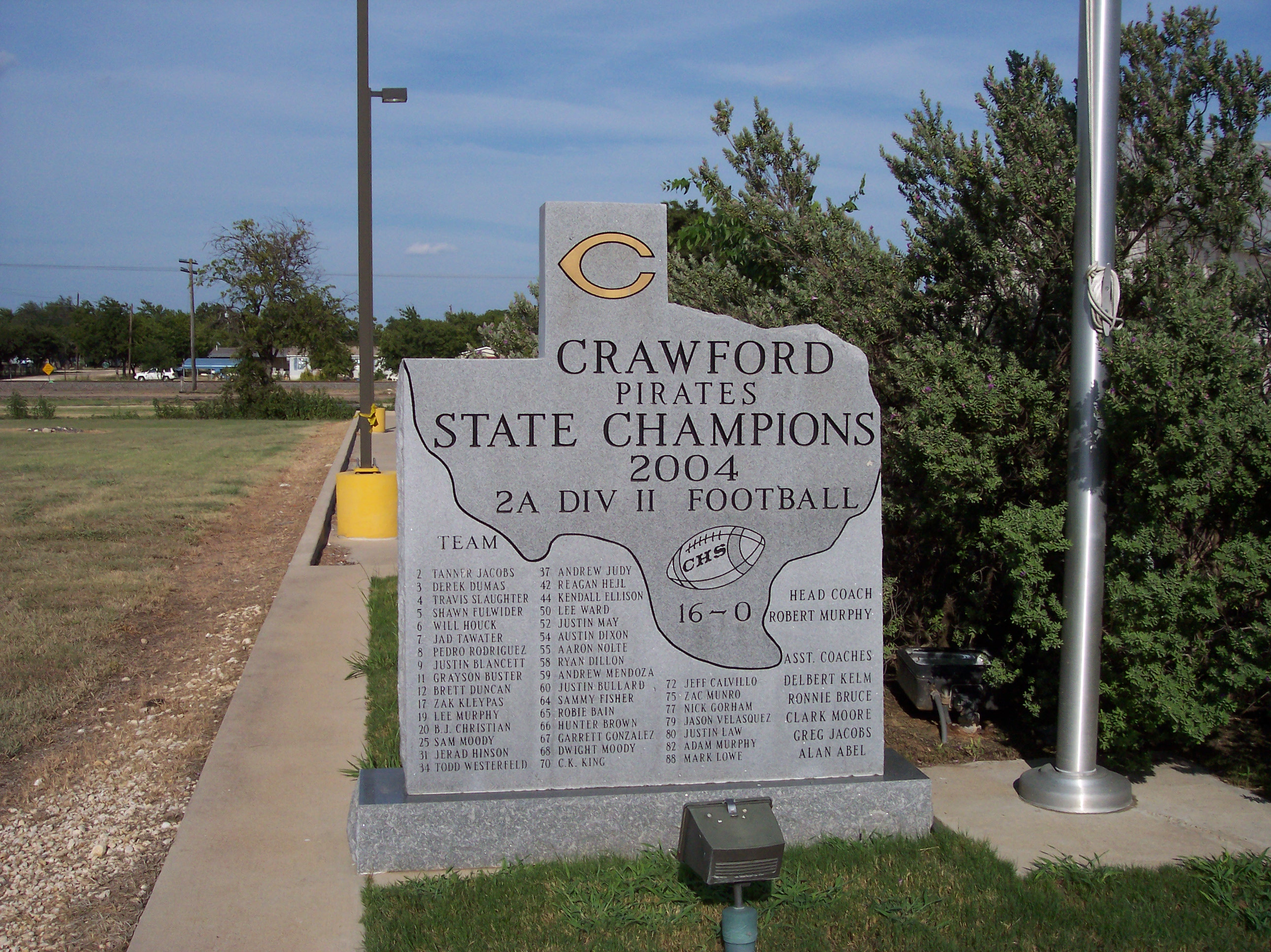